# Oxymetopon typus
Oxymetopon typus är en fiskart som beskrevs av Bleeker, 1861. Oxymetopon typus ingår i släktet Oxymetopon och familjen Ptereleotridae. Inga underarter finns listade i Catalogue of Life.